# Cerro Chinchillani (berg i Bolivia, Oruro, lat -18,66, long -68,63)
Cerro Chinchillani är ett berg i Bolivia.   Det ligger i departementet Oruro, i den västra delen av landet, 400 km väster om huvudstaden Sucre. Toppen på Cerro Chinchillani är 4 096 meter över havet, eller 67 meter över den omgivande terrängen. Bredden vid basen är 0,56 km. Cerro Chinchillani ingår i Umankkollu Lomas.
Terrängen runt Cerro Chinchillani är platt åt sydost, men åt nordväst är den kuperad. Trakten runt Cerro Chinchillani är nära nog obefolkad, med mindre än två invånare per kvadratkilometer.. 
Trakten runt Cerro Chinchillani är ofruktbar med lite eller ingen växtlighet.